# Lachesilla kola
Lachesilla kola är en insektsart som beskrevs av Sommerman 1946. Lachesilla kola ingår i släktet Lachesilla och familjen kviststövsländor. Inga underarter finns listade i Catalogue of Life.